# Singoli (album)
Singoli è il decimo album del cantautore italiano Gianni Togni, pubblicato dall'etichetta discografica DSB (distribuita dalla Ricordi) nel 1992.
L'album è disponibile su long playing, musicassetta e compact disc.

## Tracce

### Lato A
1. Singoli
2. È passato il tempo
3. Cindy Crawford
4. La pioggia sul mare
5. La notte muore insieme a me

### Lato B
1. Anna ti guardo stasera
2. Adesso non ci sto
3. Io per vivere vivo
4. Fare finta di volersi bene
5. La fine del 900

## Formazione
- Gianni Togni – voce
- Paolo Gianolio – chitarra acustica, chitarra elettrica
- Lele Melotti – batteria
- Fabrizio Foschini – tastiera, programmazione, organo Hammond, pianoforte
- Fosco Foschini – basso
- Fio Zanotti – armonica
- Claudio Pascoli – sassofono soprano
- Silvia Mezzanotte, Lalla Francia, Emanuela Cortesi, Silvio Pozzoli – cori